# Ривас, Маркос
Маркос Ривас Барралес (исп. Marcos Rivas Barrales; 25 ноября 1947, Мехико — 19 апреля 2024, Дуранго) — мексиканский футболист, полузащитник.

## Клубная карьера
Во взрослом футболе дебютировал в 1968 году в составе команды «Атланте», за которую играл шесть сезонов.
В 1974—1976 годах играл за «Леонес Негрос», а затем в течение сезона выступал за «Леон», после чего на сезон вернулся в «Леонес Негрос».
Завершил карьеру футболиста в 1978 году.
Скончался 19 апреля 2024 года на 77-м году жизни.

## Карьера в сборной
В 1970 году дебютировал в официальных матчах в составе национальной сборной Мексики. В этом же году участвовал в домашнем чемпионате мира, в течение которого был запасным игроком и на поле не выходил.
Всего в течение карьеры в сборной провёл в её составе 4 матча, забив один гол.